# Sistema regulador de dos componentes
Los sistemas reguladores de dos componentes son sistemas biológicos de señalización en los que una proteína histidina quinasa, en respuesta a un estímulo, se autofosforila en un residuo de histidina para después transferir esa señal química a un residuo de aspartato en otra proteína llamada proteína reguladora de respuesta. Debido a que los sistemas reguladores de dos componentes abundan en bacterias y están ausentes en mamíferos, han sido propuestos como posibles blancos de fármacos que ataquen selectivamente a estos microorganismos.
En el esquema básico de estos sistemas, una histidina quinasa recibe una señal (generalmente se trata de una proteína transmembranal que recibe un estímulo extracelular), lo que ocasiona que se autofosforile. Después, este grupo fosfato es transferido por la proteína reguladora de respuesta a sí misma para modificar su actividad (generalmente se trata de un factor de transcripción que regula la expresión genética, permitiendo al organismo adaptarse en forma rápida a condiciones ambientales desfavorables). Esta reacción de fosfotransferencia que ocurre entre el estímulo y la respuesta constituye un paso regulador de la ruta, pues está adaptada a las necesidades del organismo. Dependiendo de la ruta específica, este esquema puede ser más complejo al incluir más proteínas y más reacciones de fosfotransferencia (más pasos reguladores).

## Histidina quinasa
Las histidina quinasas tienen una estructura modular en la que distintas partes (dominios) de la proteína cumplen distintas funciones. Así, estos dominios pueden estar presentes en distintas combinaciones como parte de una histidina quinasa dada. Según la función que desempeñen pueden ser de uno de tres tipos:
- dominio sensor, encargado de recibir una señal del entorno (como la unión de otra proteína o de un ligante) y comunicarla al resto de la proteína
- dominio aceptor, que contiene el sitio de fosforilación (la histidina fosforilable) y por lo tanto almacena información en forma de un grupo fosfato
- dominio catalítico que, dependiendo del mensaje que reciba del dominio sensor, puede catalizar la reacción de fosforilación en el dominio aceptor y de esa forma «grabar» información en la proteína

## Proteína reguladora de respuesta
Las proteínas reguladoras de respuesta están formadas por dos dominios:
- dominio receptor que al fosforilarse modifica la función de la proteína
- dominio activo que, según el estado de fosforilación del dominio receptor, lleva a cabo la función de la proteína (como activar o reprimir la expresión de un gen determinado)[2]

## Ejemplos de sistemas reguladores de dos componentes
- NtrB/NtrC: activa la expresión del gen glnA que expresa la proteína glutamina sintetasa en deficiencia de glutamina en el medio extracelular.[2]
- PhoR/PhoB: activa la expresión de los genes pho A, pho S, pho E y ugpB al disminuir la concentración de fosfato en el espacio periplasmático bacteriano.[2]
- PmrA/PmrB: es un sistema encontrado en salmonella y otras bacterias gram negativas, permite la proliferación en medios donde la concentración de hierro es alta y controla la resistencia al antibiótico polimixina B.[3]
- PhoP/PhoQ: activa la expresión de genes cuando la concentración de magnesio disminuye.[3]